# 转膛机炮

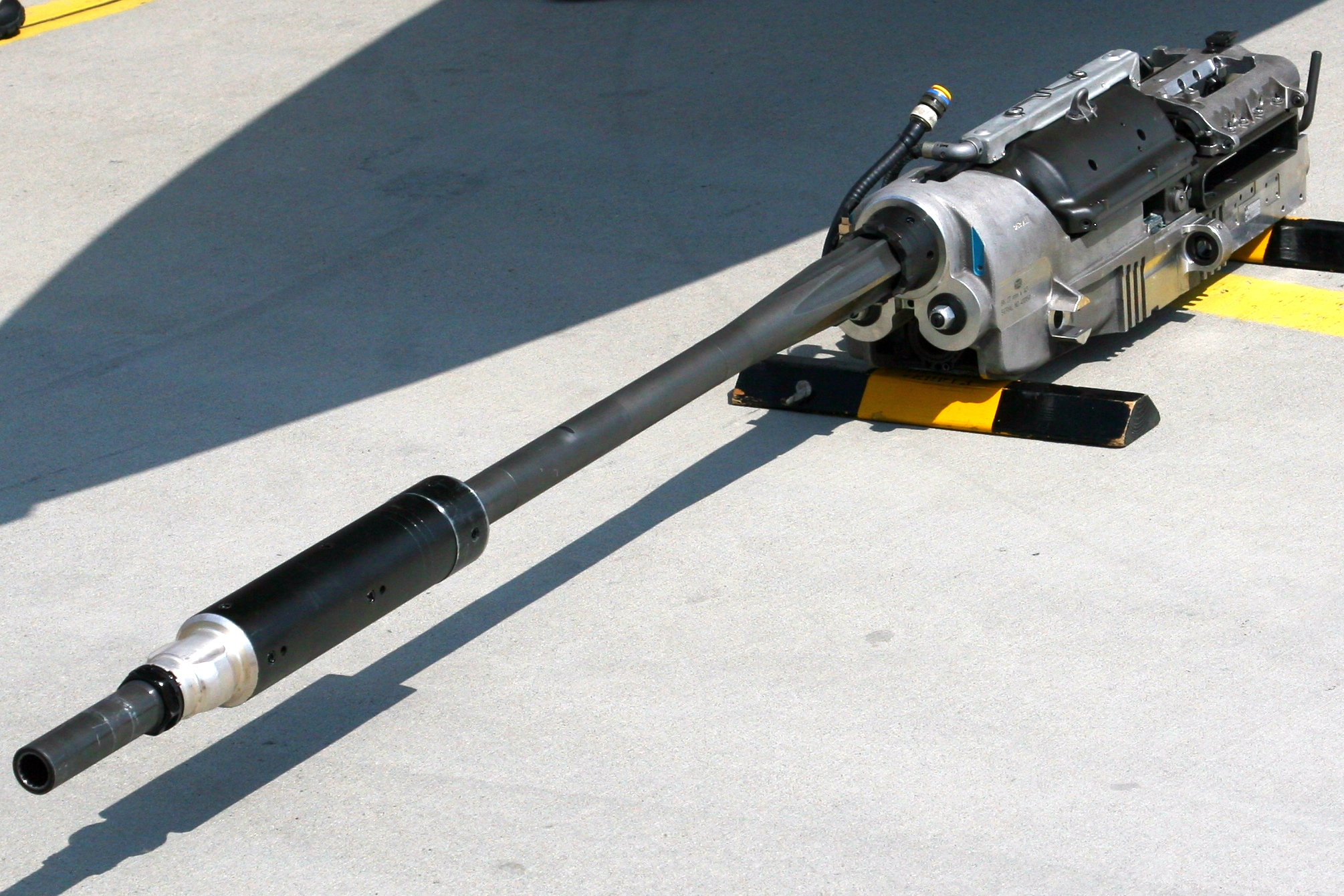
现代的毛瑟BK-27航空转膛機炮

转膛机炮（英語：revolver cannon）是机炮中的一种，通常被用作机载航空炮。转膛机炮通常使用一个具有多个膛室的弹巢，设计上类似于左轮手枪。这种设计有利于对装填-射击-抛壳的循环进行加速。其中一些转膛炮则是电力驱动的，以进一步加快装弹过程。与转管机炮所不同，转膛机炮通常只有一根枪管，因此其旋转时的重量较低。转膛机炮由许多不同的制造商生产。